# Henrik II. de Montmorency
Henrik II. Montmorency, francoski admiral, * 30. april 1595, † 30. oktober 1632.